# 阿爾泰 (聖保羅州)
20°31′27″S 49°03′34″W / 20.52417°S 49.05944°W
阿爾泰（葡萄牙語：Altair），是巴西的城鎮，位於該國南部，由聖保羅州負責管轄，始建於1959年，面積314平方公里，2010年人口3,815，該城鎮人口密度每平方公里12.15人。